# Nyctalus plancyi
Nyctalus plancyi — вид рукокрилих родини Лиликові (Vespertilionidae).

## Поширення, поведінка
Країни проживання: Китай, Гонконг, Тайвань. Цей вид спочиває в старих храмах і під черепицею, а також печерах, будівлях (дах, підвал), руїнах, дуплах дерев і ущелинах. Харчується в навколишньому лісі. На початку — в середині листопада починає сплячку. Овуляція для цього виду відбувається в кінці березня-початку квітня, із затримкою запліднення, що часто призводить до народження близнюків в кінці червня. Вагітність становить 50-60 днів.

## Загрози та охорона
Немає серйозних загроз для цього виду. Цей вид присутній в охоронних територіях.